# 養老サービスエリア
養老サービスエリア（ようろうサービスエリア）は、岐阜県養老郡養老町にある名神高速道路のサービスエリアである。スマートインターチェンジを併設する。

## 道路
- E1 名神高速道路（26-2番）

## 歴史
1964年（昭和39年）9月6日の一宮IC - 関ヶ原IC間開通に伴い開業。上下線はカルバートトンネルを介して相互利用が可能であった（現在は閉鎖。ただしぷらっとパークを介して行き来が可能）。これはかつて、道路案内所（現・サービスエリアコンシェルジュ）が上り線のみ、レストランが下り線のみの設置となっていたために、各々の施設を相互に利用できるように配慮された名残である。

### 年表
- 1964年（昭和39年）
  - 9月6日 : 一宮IC - 関ヶ原IC間開通に伴い供用開始。
  - 11月1日 : 上下線のガソリンスタンドが営業開始。
- 1965年（昭和40年）7月3日 : 上下線の売店が営業開始。
- 1968年（昭和43年）2月20日 : 無料道路案内所（現・サービスエリアコンシェルジュ、当時は上り線のみ）が開設。
- 2008年（平成20年）2月1日 : 上り線のガソリンスタンドをエクソンモービル(ESSO)から昭和シェル石油（コーナンフリート）へ変更。その後、中日本エクシスにも変更された。
- 2018年（平成30年）6月24日 : スマートインターチェンジが供用開始[1]。
- 2023年（令和5年）10月27日 : 上り線がグランドオープン[2]。

## 施設

### 上り線（名古屋方面）
- 駐車場
  - 大型車 62台
  - 小型車 106台
  - 身障者用 3台
- トイレ
  - 男性 大9（和式1・洋式8）・小22
  - 女性 26（和式3・洋式23）
  - 幼児用男児トイレ 3
  - 身障者用 1
- ガソリンスタンド（apollostation（エネクスフリート）、24時間）[3]
- 給電スタンド（24時間）[3]
- フードコート[4]
  - MINO-HIDA食堂（ラーメン）（24時間）
  - MINO-HIDA食堂（うどん・そば）（24時間）
  - MINO-HIDA食堂（定食・丼）（24時間）
- テイクアウト[4]
  - 磯揚げ「まる天」（8:00 - 20:00）
  - 近江スエヒロ養老茶屋（8:00 - 20:00）
  - 養老キッチン（8:00 - 20:00）
  - たこ老（8:00 - 20:00）
- おみやげ[4]
  - ショッピングコーナー（24時間）
- ATM（セブン銀行、24時間）[3]
- 自動販売機[3]
- ぷらっとパーク（駐車場 小型車8台、24時間）[3]
- ハイウェイ情報ターミナル[3]
- エリア・コンシェルジュ（9:00 - 17:00）[3]

### 下り線（大阪・福井方面）
- 駐車場
  - 大型車 86台
  - 小型車 193台
  - 身障者用 5台
- トイレ
  - 男性 大10（和式1・洋式9）・小27
  - 女性 31（和式3・洋式28）
  - 幼児用男児トイレ 2
  - 身障者用 1
- ガソリンスタンド（ENEOS（エネクスフリート）、24時間）[5]
- 給電スタンド（24時間）[5]
- レストラン[6]
  - 寄路地（7:00 - 22:00）
- フードコート[6]
  - オリエンタルカレー（24時間）
  - 養老町 竹半（24時間）
  - Highwayラの壱（24時間）
- テイクアウト[6]
  - まる天（8:00 - 20:00）
  - 地雷也（8:00 - 20:00）
  - ひょうたんや（8:00 - 20:00）
  - 水野精肉店（9:00 - 20:00）
  - ECLAT&enne（9:00 - 19:00）
  - 養老豚包（8:00 - 20:00）
- ベーカリー[6]
  - ベーカリーコーナー（7:00 - 24:00）
- おみやげ[6]
  - ショッピングコーナー（24時間）
- カフェ[6]
  - ドトールコーヒーショップ（7:00 - 21:00）
- ATM（セブン銀行、24時間）[5]
- 自動販売機[5]
- ぷらっとパーク（駐車場 小型車19台・自転車置き場 ロードバイク用8台、24時間）[5]
- ハイウェイ情報ターミナル[5]
- エリア・コンシェルジュ（9:00 - 17:00）[5]

## 養老SAスマートインターチェンジ

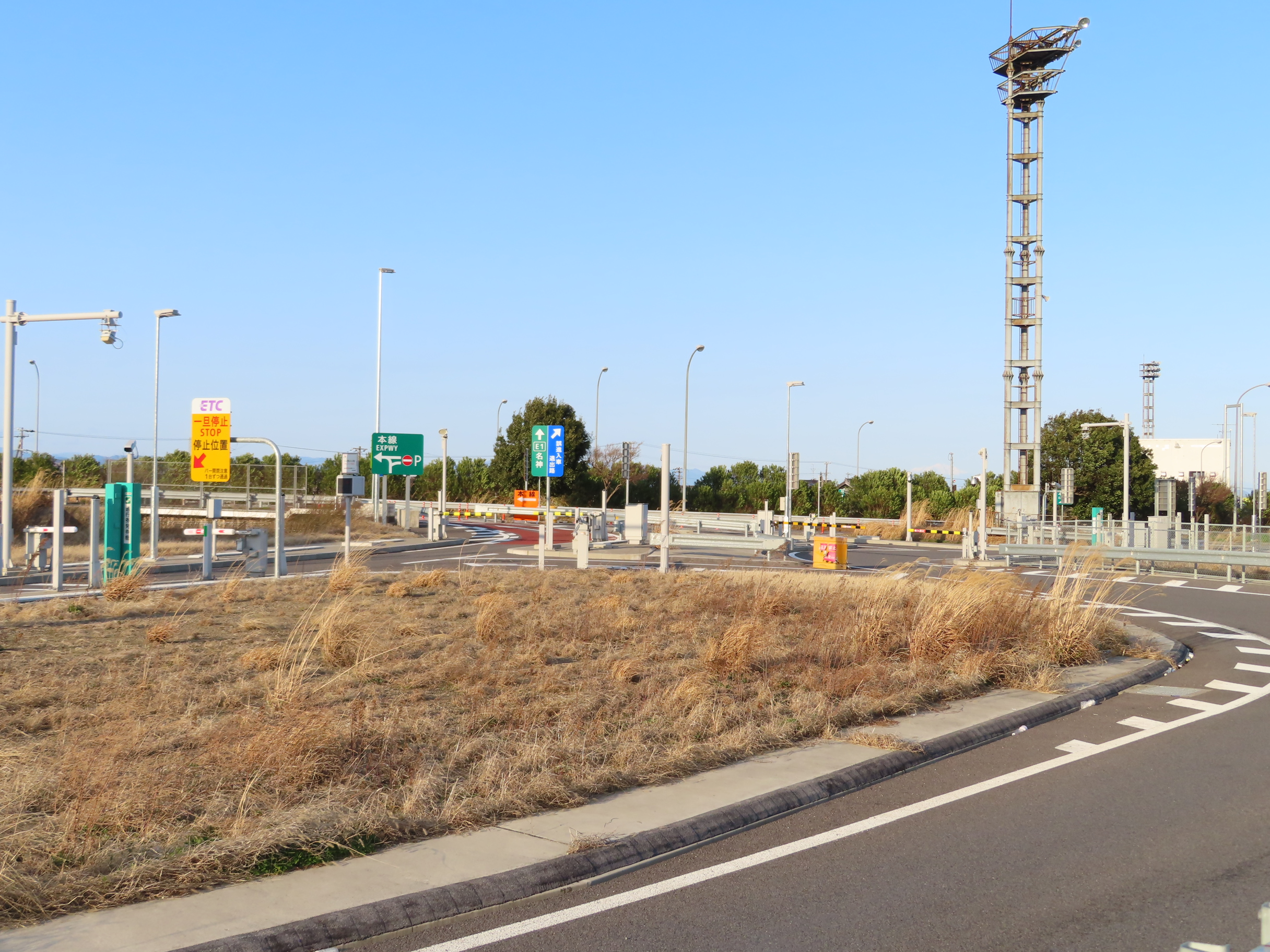
下り線出入口

養老SAスマートインターチェンジ（ようろうサービスエリアスマートインターチェンジ）は、養老サービスエリアに併設のスマートICである。
2018年（平成30年）6月24日供用開始。利用可能車種はETC搭載の全車種（長さ12m以下の車両）で24時間運用。上下線ともに出入可となっている。

## 隣
E1 名神高速道路
(26)大垣IC - (26-1)養老JCT - (26-2)養老SA/SIC - (27)関ヶ原IC